# Любен Гройс
Любен Георгиев Гройс е български театрален режисьор, драматург, поет и преводач.

## Биография
Роден е в Русе на 9 март 1934 г. През 1960 г. завършва ВИТИЗ, специалност режисура при Георги Костов. Дебютира в Родопския драматичен театър в Смолян в постановката „Сто часа“ от Митрофанов. Режисьор е в театрите в Смолян, Варна, Централен куклен театър, Пловдив, „Сълза и смях“. Член е на Ваймарското Шекспирово научно дружество. Умира на 4 февруари 1982 г. в София.

## Постановки
Любен Гройс е автор на множество постановки, по-значимите са:
- „Ромео и Жулиета“ от Уилям Шекспир
- „Дванайсета нощ“ от Уилям Шекспир
- „Отело“ от Уилям Шекспир
- „Мнимият болен“ от Молиер
- „Тартюф“ от Молиер
- „Мизантроп“ от Молиер
- „Нора“ от Хенрик Ибсен
- „Вампир“ от Антон Страшимиров
- „Свекърва“ от Антон Страшимиров
- „Албена“ от Йордан Йовков
- „Хитър Петър“ от Сава Попов (по сценарий на Ваня Петкова)
- „Двама на люлката“ от Уилям Гибсън
- „Медея“ от Еврипид